# دوخوفشتشينا (مقاطعة ساراتوف)
دوكوفشتشينا (بالروسية: Духовщина) هي مدينة في مقاطعة ساراتوف أوبلاست في روسيا. يبلغ عدد سكانها حوالي 4259 نسمة.